# Krupp (Washington)
Krupp es un pueblo ubicada en el condado de Grant en el estado estadounidense de Washington. En el año 2000 tenía una población de 60 habitantes y una densidad poblacional de 38,8 personas por km².

## Geografía
Krupp se encuentra ubicada en las coordenadas 47°24′32″N 118°59′18″O / 47.40889, -118.98833.

## Demografía
Según la Oficina del Censo en 2000 los ingresos medios por hogar en la localidad eran de $37.679, y los ingresos medios por familia eran $37.857. Los hombres tenían unos ingresos medios de $36.250 frente a los $21.250 para las mujeres. La renta per cápita para la localidad era de $9.149. Alrededor del 2,7% de la población estaban por debajo del umbral de pobreza.